# روبن آوانسوف
روبن آوانسوف (ارمنی: Ռուբեն Ավանեսով؛ زاده ۱ فوریهٔ ۱۹۰۲ - درگذشته ۱۹۹۰) زبان‌شناس، فرهنگ‌نویس و استاد دانشگاه اهل ارمنستان بود.

## زندگی‌نامه
وی در ۱۴ فوریه [سبک قدیمی: ۱ فوریه] ۱۹۰۲ در شوشی به دنیا آمد و از انستیتو زبان‌های شرقی لازاریان و دانشکده علوم اجتماعی دانشگاه دولتی مسکو فارغ‌التحصیل شد. وی عضو آکادمی علوم اتحاد شوروی نیز بود. وی همچنین برندهٔ جوایزی همچون نشان پرچم سرخ کار، نشان برجسته افتخار و جایزه دولتی اتحاد شوروی شد. وی در ۱ مهٔ ۱۹۸۲ در سن ۸۰ سالگی در مسکو درگذشت.

## آثار
- author of Modern Russian Grammar and works on Russian dialects

## یادداشت
1. ↑  Academic Council of Language History and Dialect Studies of USSR Science Academy
2. ↑  Լիդիա Պոլյակ